# Üregkatódlámpa
Az üregkatódlámpa (ÜKL), vagy más néven vájtkatódlámpa a fizikában és kémiában használt lámpatípus, melyet vonalas fényforrásként alkalmaznak, vagy fényforrások, például lézerek frekvenciájának hangolására használják.

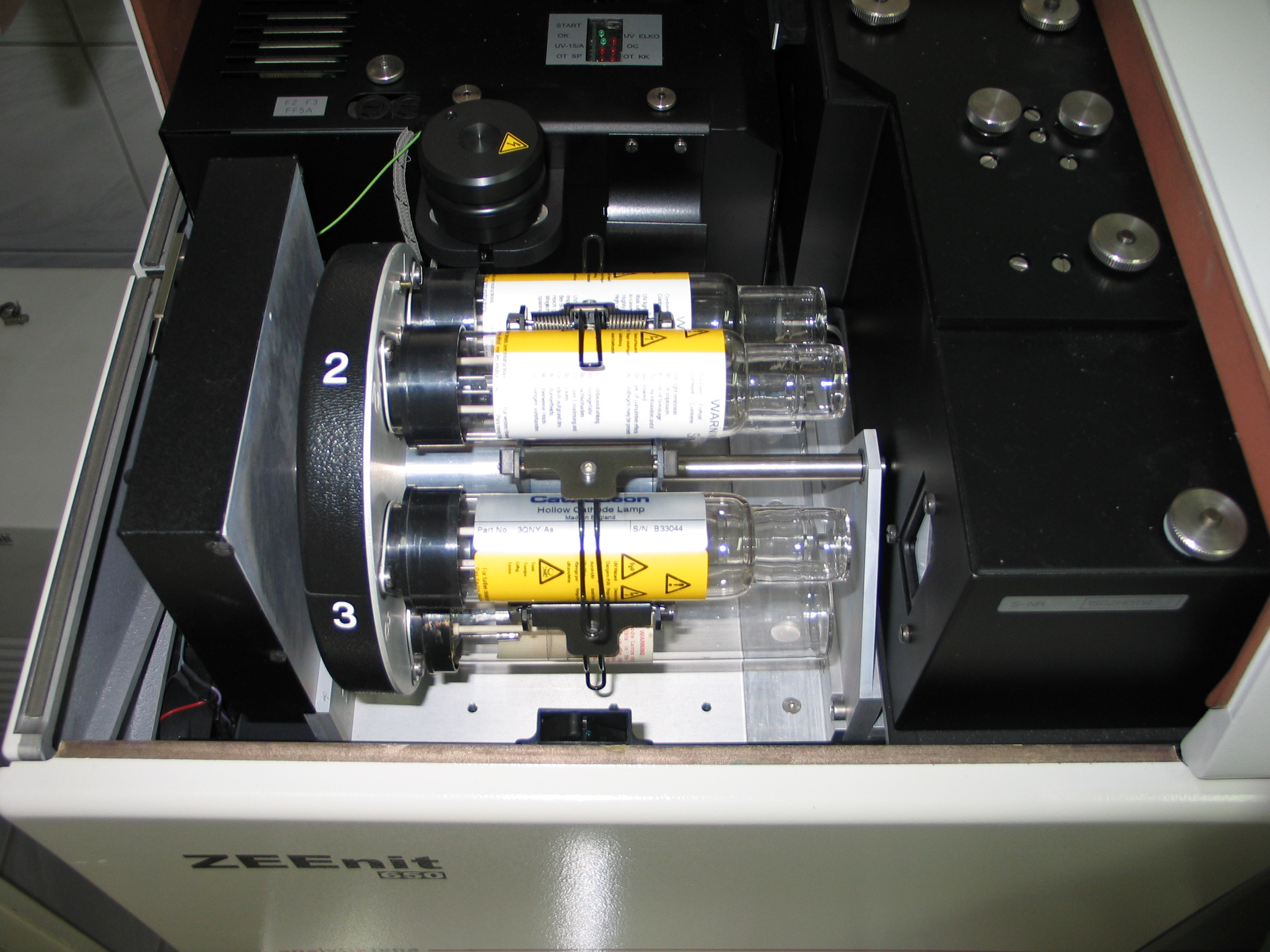
Vájtkatódlámpák

## Működése
Az üregkatódlámpa rendszerint egy katódot, anódot és töltőgázt (többnyire nemesgázt) tartalmazó üvegcső. Az anód és katód közé kapcsolt nagy feszültség hatására a töltőgáz ionizációja révén plazma keletkezik. A töltőgáz ionjai gyorsulva a katódba csapódnak, aminek hatására a katód falából atomok porlasztódnak le. Ezután mind a töltőgáz atomjai, mind a leporlasztott atomok gerjesztődnek a más atomokkal vagy plazmarészecskékkel történő ütközések során. Amikor a gerjesztett atomok alacsonyabb energiaállapotba térnek vissza, fotonokat bocsátanak ki, melyek detektálhatók, vagy akár a kibocsátott fény spektruma is rögzíthető. Alkalmazástól függően a töltőgáznak, a porlasztott katód anyagának, vagy ezek együttes spektrumát használják fel.
Az üregkatódlámpák segítségével megoldható az is, hogy egy fényforrás frekvenciáját egy meghatározott atomi átmenetére hangolják a galvano-optikai hatás felhasználásával, ami a közvetlen vagy közvetett fotoionizáció eredménye. Ha a fényforrással belevilágítanak az ÜKL-be, akkor gerjeszteni tudjuk, vagy akár el is tudjuk távolítani az elektronokat (közvetlen fotoionizáció) a lámpa belsejében levő atomokból. Ennek feltétele, hogy a fényforrás tartalmazzon a megfelelő atomi átmenetnek megfelelő frekvenciájú sugárzást. Közvetett fotoionizáció is történhet, ilyenkor a gerjesztett atomból az elektronokkal való ütközés hatására lép ki egy elektron.
1. {\displaystyle A+\gamma \rightarrow A^{*}}
2. {\displaystyle A^{*}+e^{-}\rightarrow A^{+}+2\ e^{-}}

A folyamat során keletkezett új ionok hatására megnő az anód és katód közötti áramerősség, ennek eredményeként változik a feszültség is, amit mérni lehet.
Ahhoz, hogy a fényforrást egy meghatározott átmenet frekvenciájára hangolják, a fényforrás valamely hangolási paraméterét (gyakran a tápláló áram erősségét) kell változtatni. A feszültség–hangolási paraméter görbén a rezonancia helyét megkeresve a fényforrás a kívánt frekvenciára hangolható. Ezt gyakran lock-in erősítő alkalmazásával is segítik.

## Fordítás
- Ez a szócikk részben vagy egészben a Hollow cathode lamp című angol Wikipédia-szócikk ezen változatának fordításán alapul.  Az eredeti cikk szerkesztőit annak laptörténete sorolja fel. Ez a jelzés csupán a megfogalmazás eredetét és a szerzői jogokat jelzi, nem szolgál a cikkben szereplő információk forrásmegjelöléseként.

## Külső hivatkozások
- Az üregkatódlámpa felépítése és működése, hik.hu